# Maurice Papon
Maurice Papon (3. september 1910 – 17. februar 2007) var under 2. verdenskrig generalsekretær under Vichy-regeringen og efter krigen politichef i Paris samt politiker og minister.

## Liv og karriere
Papon var søn af en advokat, der var blevet forretningsmand, og han fik selv muligheden for at læse på universitetet. Efter dette gik han offentlig tjeneste, hvor han hurtigt steg i graderne.
Han blev generalsekretær under Vichy-regeringen i 1942, og i denne position samarbejdede han i det skjulte med SS om udlevering af jøder. Han var ansvarlig for, at SS kunne finde frem til omkring 1.500 jøder, der blev sendt i koncentrationslejre.
Da det i 1944 blev klart, at nazisterne ville tabe krigen, skiftede Papon side og begyndte i stedet at give oplysninger om nazisterne til modstandsbevægelsen. For denne indsats blev han efter krigen berømmet, og han fik efter krigens afslutning succes i politiet og senere som politiker. Det var Papon, der som chef for det parisiske politi i 1961 gav ordre til angreb på en stor og fredelig demonstration, der medførte mindst 40 dræbte algeriske demonstranter, kendt som Massakren i Paris.
Mod slutningen af 1960'erne skiftede han til politik, og her endte han som økonomiminister under Valéry Giscard d'Estaing i perioden 1978-81.
Efterhånden som historikerne fik undersøgt krigens forløb, kom Papons krigsforbrydelser omsider for en dag, og han blev for dette i 1998 idømt 10 års fængsel, som han begyndte at afsone 22. oktober 1999. 18. september 2002 blev han løsladt af lægelige årsager.